# Garay (Gatica)
Garay es una entidad de población española del municipio de Gatica, perteneciente a la provincia de Vizcaya, en la comunidad autónoma del País Vasco.

## Toponimia
El lugar puede aparecer referido como «Garay» y «Garai».

## Historia
Hacia mediados del siglo XIX, el lugar, ya por entonces perteneciente a Gatica, tenía contabilizada una población de 138 habitantes. Aparece descrito en el octavo volumen del Diccionario geográfico-estadístico-histórico de España y sus posesiones de Ultramar de Pascual Madoz con las siguientes palabras:

GARAY: barrio en la prov. de Vizcaya, part. jud. de Bilbao, térm. jurisdiccional de Gatica: 21 casas. 28 vec., almas 138.
(Madoz, 1847, p. 307)

En 2023, tenía empadronados 175 habitantes.